# Hummelviks naturreservat
Hummelviks naturreservat ligger på halvön söder om Köpmanholmen, i Örnsköldsviks kommun.
Reservatet omfattar 252 hektar och bildades 2002. Det är också utsett till Natura 2000-område.